# Nedre Eiker

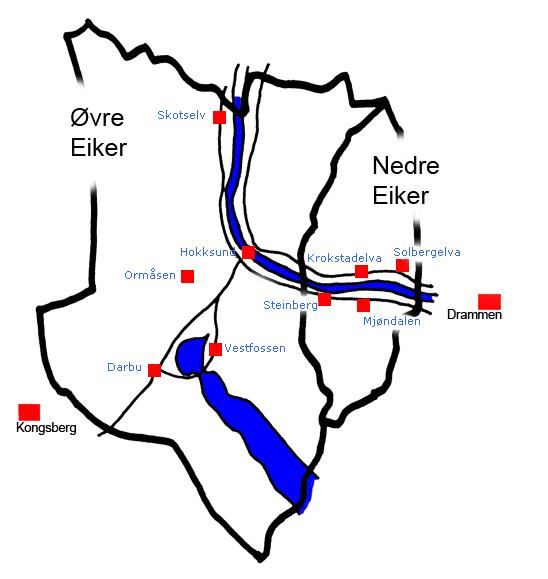
Überblickskarte von Øvre und Nedre Eiker

Nedre Eiker war eine Kommune im Fylke Buskerud in Norwegen. Sie grenzte an Lier, Modum, Drammen, Holmestrand und Øvre Eiker. Sie wurde am 1. Juli 1885 von ihrer Nachbarkommune Øvre Eiker geteilt. Bis zu diesem Zeitpunkt gab es eine gemeinsame Gemeinde namens Eiker. Die Kommune wird zudem geographisch durch den Drammenselva geteilt.
Nedre Eiker ging zum 1. Januar 2020 in die Kommune Drammen über.
Mjøndalen, Krokstadelva, Solbergelva und Steinberg waren die wichtigsten Orte in der Kommune. Mjøndalen war dabei mit 8000 Einwohnern die größte Stadt und das administrative Zentrum der Kommune.

## Bekannte Personen mit Bezug zu Nedre Eiker
- Per Steenberg (1870–1947), Organist und Komponist
- Herman Wildenvey (1885–1959), Lyriker
- Herbert Wetter (1891–1966), Schwimmer
- Jon Engen-Helgheim (* 1981), Politiker